# هربرت ميخائيلس
هربرت ميخائيلس (بالألمانية: Herbert Michaelis)‏ هو مقاوم ومحامي ألماني، ولد في 3 سبتمبر 1898 في هامبورغ في ألمانيا، وتوفي في 14 يونيو 1939 في برلين في ألمانيا.